# Ephedra eleutherolepis
Ephedra eleutherolepis là một loài thực vật hạt trần trong họ Ephedraceae. Loài này được V.A.Nikitin mô tả khoa học đầu tiên năm 1966.